# Gle Putoh (Jaya)
Gle Putoh is een bestuurslaag in het regentschap Aceh Jaya van de provincie Atjeh, Indonesië. Gle Putoh telt 553 inwoners (volkstelling 2010).